# قلعه قلات (کوار)
قلعه قلات یا قصر قباد اثری تاریخی در شهرستان کوار استان فارس است که بین روستاهای بورکی و اربابی علیا واقع شده و در تاریخ ۲۵ اسفند ۱۳۷۹ با شمارهٔ ثبت ۳۲۸۶ به‌عنوان یکی از آثار ملی ایران به ثبت رسیده‌است.
این اثر تاریخی در کیلومتر ۴۰ جاده شیراز به جهرم و نرسیده به اکبرآباد و در بالای کوهی بلند قرار دارد. در بالای این کوه و پس از عبور از تونل‌های ایجاد شده در صخره آخر و بالا رفتن از حفره عمودی می‌توان به سطح بالای کوه رسید که بقایای چند انبار و آب انبار را می‌توان دید. مساحت دشت بالای کوه حدود ۱۰ هکتار است که از هر طرف به پرتگاه عمیقی ختم می‌شود و در روی آن قلعه و چند آب انبار به‌صورت مخروبه وجود دارد.
گمان می‌رود این قلعهٔ ساسانی یادگار حاکمی محلی به نام قباد، در روزگار فرمانروایی ساسانیان بوده و در اعصار پس از اسلام نیز از آن به عنوان جایگاه دیدبانی دشت و مسیر عبوری بهره برده شده‌است. گفته می‌شود در زمان سلجوقیان از آن به عنوان قلعه ای برای استحکام و تقویت فرقه اسماعیلیه به رهبری حسن صباح و یارانش استفاده می‌شده‌است.